# Aurora Prize for Awakening Humanity
El Premio Aurora (Aurora Prize for Awakening Humanity) es un premio humanitario internacional concebido para reconocer y expresar gratitud hacia aquellas valientes personas u organizaciones que se dedican a preservar la vida humana y a promover las causas humanitarias, poniendo en peligro sus propias vidas. Se entrega en representación de los sobrevivientes del Genocidio Armenio y como gratitud hacia sus salvadores.
En representación de los sobrevivientes del Genocidio Armenio y como gratitud hacia sus salvadores se reconoce a un/a Galardonado/a con el Premio de Aurora, quien recibirá el premio de US$ 1.000.000, que le brindará la oportunidad única de continuar el ciclo de contribuciones al apoyar a las organizaciones que ayudan a las personas que lo necesitan.

## Historia

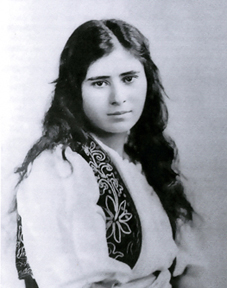
Aurora Mardiganian

Aurora Prize for Awakening Humanity es uno de los proyectos de la Iniciativa Humanitaria Aurora. Fue lanzado oficialmente en Nueva York, el 10 de marzo de 2015. El Premio Aurora es inspirado por muchas historias de las víctimas del Genocidio Armenio que fueron rescatadas por extraños.
El premio lleva el nombre de Arshaluys Mardikian, quien luego de sobrevivir al Genocidio Armenio, de escapar de la esclavitud, de viajar por el mundo, llegó finalmente a los Estados Unidos. Allí tomó el nombre de Aurora Mardiganian y escribió un libro llamado “Ravished Armenia”, que cuenta los aterradores momentos que vivió. Luego, este libro se convirtió en el guion de una película que Aurora misma protagonizó. Durante muchos años, este film atrajo multitudes en los Estados Unidos y jugó un gran papel en la concientización sobre el Genocidio Armenio. La diosa romana del amanecer, Aurora, también sirvió como inspiración para el nombre del premio que se esfuerza para despertar a la humanidad ante los heroicos actos de aquellos que se enfrentan a la adversidad.
La Iniciativa Humanitaria Aurora busca apoyar a las personas y promover los proyectos que salvan vidas y brindan esperanza a las personas que necesitan ayuda humanitaria básica urgente. Esto se logra a través de diversos programas de la Iniciativa: El Premio Aurora Prize for Awakening Humanity, los Diálogos Aurora, los Proyectos de Gratitud y la Iniciativa 100 LIVES.

## Cofundadores
El Premio Aurora es la visión de Noubar Afeyan, de Vartan Gregorian y de Rubén Vardanyan. El premio fue concebido desde el deseo de “honrar a aquellos que pusieron su vida en peligro por un intenso sentido de humanidad, de responsabilidad y de apoyo a las causas que salvan vidas de una manera tangible”. 
El cofundador de Aurora, miembro del Comité de Selección del Premio Aurora y duodécimo presidente de Carnegie Corporation of New York, falleció en abril de 2021.

## Presidente
Tom Catena es doctor en medicina, cirujano, veterano, misionero católico, activista humanitario reconocido mundialmente y presidente inaugural de la Iniciativa Humanitaria Aurora.
En su rol como presidente de Aurora, el Dr. Tom Catena asume el compromiso de difundir el mensaje de la Gratitud en Acción con políticos, organizaciones humanitarias, profesionales y personas de todo el mundo.
El Dr. Tom Catena es el fundador del Hospital Mother of Mercy en las montañas de Nuba, la región devastada por la guerra de Sudán. Ha dedicado los últimos diez años de su vida a brindar atención médica al ser el único cirujano radicado de forma permanente en un territorio del tamaño de Austria.

## El Desafío Ararat
El Desafío Ararat es una campaña mundial de recaudación de fondos que lanzó Aurora el 19 de julio de 2019. Alienta a las personas a que graben y publiquen videos que contengan la imagen del Monte Ararat (un dibujo, una pintura, una escultura, etc.) y hagan un llamado a la donación de dinero para los proyectos de Aurora que ayudan a las personas que más lo necesitan. El objetivo de la campaña es aumentar el impacto de esos programas y generar conciencia sobre la misión de la Gratitud en Acción de Aurora. Todos pueden unirse al desafío. 

## Nominación y proceso de selección

### Nominación
Cada año, se invita a las organizaciones humanitarias y a los miembros del público a nominar a las personas que creen que hayan superado grandes desafíos para generar un impacto excepcional en la preservación de la vida humana y en la promoción de causas humanitarias.
Cualquier persona o grupo que realice un acto de humanidad extraordinario, puede ser nominado para recibir el Premio Aurora. No se permiten las autonominaciones.

### Selección
Las nominaciones son analizadas y revisadas cuidadosamente a través de un proceso riguroso, monitoreado por una tercera parte independiente. Los miembros del Panel de Expertos evalúan todas las nominaciones elegibles de acuerdo con los criterios de selección del Premio Aurora y proponen una lista de 20 – 25 nominados para que luego sea evaluada por el Comité de Selección. Este Panel está compuesto por profesionales del mundo humanitario y líderes de organizaciones humanitarias.
La selección de los Héroes y Heroínas y del Galardonado con el Premio Aurora es realizada por el Comité de Selección independiente que evalúa a los nominados en base al siguiente criterio: 
- Valentía al enfrentar grandes riesgos y haber ido más allá del cumplimiento de sus obligaciones para ayudarles a otros a sobrevivir.
- Compromiso con valores tales como la integridad, la libertad, la justicia, la honestidad, la verdad, la responsabilidad, la compasión y una participación directa para ayudarles a otros a sobrevivir.
- Impacto en su comunidad, en su país o en el mundo entero; generando un efecto a largo plazo al salvar vidas, inspirando a otros a salvar vidas y salvándoles la vida a un gran número de personas.

## Premio Aurora 2016

### Comité de Selección
El Comité de Selección inaugural contó con los copresidentes Elie Wiesel (Premio Nobel recientemente fallecido) y el ganador del Premio de la Academia y activista humanitario, George Clooney. Asimismo, contó con el dos veces Presidente de Costa Rica, Oscar Arias; la ganadora del Premio Nobel, abogada de derechos humanos y primera jueza mujer de Irán, Shirin Ebadi; la ganadora del Premio Nobel, Directora Ejecutiva de Women Peace and Security Network (WIPSEN-Africa), Leymah Gbowee; la expresidenta de Irlanda, Mary Robinson; la activista de derechos humanos, Hina Jilani; el exministro de Relaciones Exteriores y Presidente emérito de International Crisis Group, Gareth Evans; y el Presidente de Carnegie Corporation of New York, Vartan Gregorian.

### Nominaciones
El período de nominaciones para el Premio Aurora 2016 abrió el 1 de julio y cerró el 1 de octubre de 2015. Se recibieron 186 postulaciones de 27 países, por 113 únicos candidatos.

### Héroes y Heroínas
- El Dr. Tom Catena es el único médico radicado de manera permanente cerca de la frontera de Sudán con Sudán del Sur y, por lo tanto, es responsable de la asistencia médica de más de 500.000 personas de la región. A pesar de haber sufrido varios bombardeos por parte del gobierno sudanés, el Dr. Catena vive en el predio del hospital para poder estar de guardia en todo momento. Fue nombrado una de las 100 personas más influyentes de la revista TIME en 2015.[9]
- Marguerite Barankitse, de la Maison Shalom y el Hospital REMA de Burundi, salvó miles de vidas y cuidó a huérfanos y a refugiados en los años de la guerra civil en Burundi. Cuando estalló la guerra, Barankitse, de origen tutsi, intentó esconder a 72 de sus vecinos más cercanos, de origen hutu, para salvarlos de las persecuciones. Fueron descubiertos y ejecutados, frente a Barankitse, quien fue obligada a presenciar los crímenes. Luego de este atroz incidente, comenzó a trabajar para salvar y cuidar a niños y refugiados. Salvó a alrededor de 30.000 niños y en 2008, abrió un hospital que, hasta la fecha, atendió a más de 80.000 pacientes.
- Syeda Ghulam Fatima trabaja incansablemente para erradicar el trabajo en servidumbre en Pakistán, una de las últimas formas de esclavitud moderna. Fatima ha liberado a miles de trabajadores pakistaníes, entre ellos cerca de 21.000 niños, que eran obligados a trabajar para los dueños de hornos de ladrillos, hasta pagar sus deudas. A lo largo de su intensa lucha, Fatima sobrevivió a varios atentados contra su vida y a repetidas golpizas.
- El Padre Bernard Kinvi se convirtió en sacerdote a los 19 años, luego de perder a su padre y a cuatro hermanas en manos de la violencia y la enfermedad. El Padre Kinvi dejó su Togo natal para encabezar una misión católica en la República Centroafricana. En 2012, estalló la guerra civil. En medio de la violencia, la misión del Padre Kinvi brindó refugio y asistencia médica a personas de ambos lados del conflicto, salvando a cientos de personas de la persecución y de la muerte.[10][11][12]

### Ceremonia
La ceremonia inaugural del Aurora Prize for Awakening Humanity se realizó el 24 de abril de 2016 en el Complejo Deportivo y de Conciertos Karen Demirchyan, en Ereván.

#### Presentadores
La ceremonia fue presentada por la diva del mundo de la ópera, Hasmik Papian y por el periodista y novelista David Ignatius.

#### Filmes
La ceremonia comenzó con “Aurora”, una película animada dirigida y producida por Eric Nazarian, acompañada por el soundtrack de Serj Tankian, “Aurora’s Dream” (El Sueño de Aurora). 
Cada uno de los Héroes y Heroínass fue presentado por un corto documental dirigido por Andrey Loshak. 

#### Actuaciones
La música en vivo durante la ceremonia fue obra de la Orquesta Estatal Juvenil de Armenia, dirigida por Sergey Smbatyan. Las fanfarrias (trompetas) que sonaron durante la ceremonia fueron compuestas por Stepan Shakaryan. La estatuilla, creada por Manvel Matevosyan, fue presentada por un extracto del ballet “Dos Soles” por el conjunto “Ballet2021 Foundation” (coreógrafo Rudolf Kharatyan), acompañado por la música de Avet Terteryan y Arno Babajanyan. La Orquesta Estatal Juvenil de Armenia interpretó un extracto de la Sinfonía No. 2 (Sinfonía de la campana) de Aram Khachaturyan. La soprano Hasmik Papian interpretó “Lullaby” (Canción de cuna), de Barsegh Kanachyan. La ceremonia concluyó con la canción “Pour toi Arménie” (Por ti, Armenia), interpretada por Gevorg Hakobyan y la  Orquesta Estatal Juvenil de Armenia.

#### Estatuilla
La estatuilla del Aurora Prize for Awakening Humanity fue esculpida por Manvel Matevosyan y se llama “Hacia la eternidad”. 

### La Galardonada
El Premio Aurora inaugural fue concedido a Marguerite Barankitse, de Maison Shalom y el Hospital REMA de Burundi por el extraordinario impacto que tuvo al salvar miles de vidas y al cuidar a huérfanos y refugiados durante los años de la guerra civil de ese país.
Barankitse dedicó su vida a proveer refugio y educación a los niños que escapan de la violencia y del abuso. Cuando estalló la guerra, Barankitse, de origen tutsi, intentó esconder a 72 de sus vecinos más cercanos, de origen hutu, para salvarlos de las persecuciones. Fueron descubiertos y ejecutados frente a ella, quien fue obligada a presenciar los crímenes.
Luego de este episodio atroz que puso a prueba su fe en la humanidad, Barankitse comenzó a trabajar para salvar y cuidar a niños y refugiados. Durante los próximos 20 años, rescató y brindó educación a alrededor de 30.000 niños y, en 2008, abrió un hospital que, hasta la fecha, atendió a más de 80.000 pacientes.

#### Organizaciones
Como Galardonada, Marguerite Barankitse fue premiada con la suma de US$ 100.000 y donó el premio adicional de US$ 1.000.000 a organizaciones que tienen como fin la asistencia y la rehabilitación de niños refugiados y huérfanos y, también, para luchar contra la pobreza infantil. Seleccionó a las siguientes organizaciones que inspiraron su labor: Fondation Jean-Francois Peterbroeck, Fondation du Grand-Duc et de la Grande-Duchesse, Bridderlech Deelen.

## Premio Aurora 2017

### Comité de Selección
Los miembros del Comité de Selección del Premio Aurora 2017 eran George Clooney (copresidente), Vartan Gregorian, Oscar Arias, Shirin Ebadi, Gareth Evans, Leymah Gbowee, Hina Jilani, Mary Robinson y Ernesto Zedillo.

### Nominaciones
El período de nominaciones para el Premio Aurora 2017 abrió el 1 de junio y cerró el 9 de septiembre de 2016. Se recibieron 558 postulaciones de 66 países, por 254 únicos candidatos. Los Héroes y Heroínas del Premio Aurora 2017 fueron anunciados públicamente en febrero de 2017, luego de la deliberación del Comité de Selección. 

### Héroes y Heroínas
- Sra. Fartuun Adan y Srta. Ilwad Elman, Fundadoras del Centro Elman para la Paz y los Derechos Humanos, Somalia (Elman Peace and Human Rights Centre) – Madre e hija son inquebrantables en su misión de proteger los derechos humanos, los derechos de la mujer y su contribución para la construcción de la paz, el desarrollo y la rehabilitación de los niños soldados en condiciones peligrosas e inseguras.
- Srta Jamila Afghani, Directora de la Organización Noor para el Desarrollo Educativo y de Capacidades, Afganistán (Noor Educational and Capacity Development Organization) – Una víctima de la polio que recibió el don de la lectura y ha dedicado su vida a llevar la lectura y la educación a las niñas y a las mujeres, mientras que busca el apoyo de los líderes musulmanes para sus proyectos.
- Sr. Muhammad Darwish, Médico del Madaya Field Hospital, Siria – Un estudiante de odontología que regresó a su ciudad natal y asumió todas las responsabilidades de un médico, comenzó a realizar intervenciones clínicas, ofreció cuidados y mantuvo una meticulosa documentación de las condiciones de los pacientes, muchos de ellos niños afectados por la persistente violencia. De esta forma, llevó la atención internacional hacia la zona afectada.
- Dr. Denis Mukwege, Cirujano ginecólogo y fundador del Hospital Panzi, República Democrática del Congo – Un obstetra que se convirtió en cirujano ginecólogo proporciona asistencia física, psicológica y legal a más de 50.000 sobrevivientes de la violencia sexual en el país devastado por la guerra, mientras que, sin miedo, intenta llevar a los responsables ante la justicia.[17]

### El Galardonado
El premio 2017 Aurora Prize for Awakening Humanity de US$ 1 millón fue entregado al Dr. Tom Catena, un misionero católico de Ámsterdam, Nueva York, quien ha salvado miles de vidas siendo el único médico con residencia permanente en las montañas de Nuba, la región azotada por la guerra de Sudán.

#### Organizaciones
El Dr. Catena fue premiado con la suma de US$ 100.000 y donó el premio adicional de US$ 1.000.000 a las siguientes organizaciones escogidas por él:
- Fundación de Atención Médica de la Misión Africana (AMHF, por sus siglas en inglés, African Mission Healthcare Foundation), EEUU
- Consejo de la Misión Médica Católica (CMMB, por sus siglas en inglés, Catholic Medical Mission Board), EEUU
- Aktion Canchanabury, Alemania

## Premio Aurora 2018

### Comité de Selección
Los miembros del Comité de Selección del Premio Aurora 2018 son George Clooney (copresidente), Vartan Gregorian, Oscar Arias, Shirin Ebadi, Gareth Evans, Leymah Gbowee, Hina Jilani, Ernesto Zedillo, Ara Darzi, Mary Robinson, Bernard Kouchner y Samantha Power.

### Nominaciones
En su tercer año, Aurora Prize for Awakening Humanity ha recibido 750 presentaciones de 509 candidatos únicos.
El período de nominaciones se inauguró al día siguiente al que se anunciara el premio en 2017 y cerró el 8 de septiembre. Durante este período, se recibieron presentaciones en 12 idiomas de 115 países, incluyendo los Estados Unidos, Rusia, Egipto, Armenia, India, Alemania, Reino Unido, Pakistán, Ucrania y Kenia. Esto representa un aumento del 100% respecto al año pasado, cuando se presentaron 254 candidatos en 13 idimoas, de 66 países.

### Héroes y Heroínas
El Premio Aurora, otorgado por la Iniciativa Humanitaria Aurora en representación de los sobrevivientes del Genocidio Armenio y como gratitud hacia sus salvadores, ha escogido a:
- Sr. U Kyaw Hla Aung (1941-2021). Abogado y líder rohinyá, Myanmar – A pesar de ser encarcelado varias veces durante 12 años por protestar de forma pacífica contra la sistemática discriminación y violencia, utiliza sus conocimientos jurídicos para luchar por la igualdad, por los derechos humanos y para mejorar la educación para su comunidad. Ha nominado a organizaciones internacionales que brindan asistencia médica a los refugiados en Myanmar.

- Fraile Héctor Tomás González Castillo. Fundador de La 72, México – Es un fraile franciscano que ha proporcionado refugio, alimento, agua, asesoramiento y asistencia legal a más de 50.000 inmigrantes centroamericanos durante sus viajes, a menudo angustiantes, en México. Allí se les brinda ayuda a todos; entre ellos, personas que sufren agresiones traumáticas, intentos de secuestros o que son expulsados de sus propios países. Ha nominado a organizaciones que trabajan para promover los derechos humanos para las personas que viven con VIH/SIDA y para proporcionarles educación cultural a los mayas en México.[23]

- Sra. Sunitha Krishnan. Cofundadora de Prajwala, India – Sobrevivió a una violación en grupo y se convirtió en defensora de los derechos de las mujeres. Transformó su trauma en motivación para rescatar, rehabilitar y ayudar a reintegrarse nuevamente en la sociedad a las víctimas del tráfico sexual y la prostitución forzada. Creó una organización que tuvo un impacto positivo en la vida de más de 17.800 mujeres y niños. Ha nominado a organizaciones que luchan contra la desigualdad de género, la violencia sexual y la trata de personas en la India.[24]

### El Galardonado
El tercer premio de US$ 1.100.000, Aurora Prize for Awakening Humanity, fue entregado al Sr. Kyaw Hla Aung, un abogado y activista reconocido por su dedicación a la lucha por la igualdad, educación y derechos humanos para el pueblo rohinyá en Myanmar, ante la persecución, el abuso y la opresión.

### Ceremonia
El tercer premio de US$ 100.000 para el Galardonado y el premio de US$ 1 millón otorgado a las organizaciones escogidas por le Galardonado serán anunciados el 10 de junio de 2018, durante una ceremonia que se realizará en Armenia.

## Premio Aurora 2019

### Comité de Selección
Los miembros del Comité de Selección del Premio Aurora 2019 son Oscar Arias, Shirin Ebadi y Leymah Gbowee, Mary Robinson, Hina Jilani, Gareth Evans, Ernesto Zedillo, Bernard Kouchner, Samantha Power, John Prendergast, Valery Gergiev, Vartan Gregorian. El Comité está presidido por  el director del Instituto de Innovación en Salud Global de la Escuela Imperial de Londres, Lord Ara Darzi. El mundialmente reconocido activista por la paz y los derechos humanos, Benjamin Ferencz (1920-2023) y el actor ganador del Premio Oscar y activista humanitario, George Clooney son los presidentes honorarios del Comité.

### Héroes y Heroínas
- Mirza Dinnayi
- Zannah Bukar Mustapha
- Huda Al-Sarari[27]

### El Galardonado
El Premio Aurora 2019 fue entregado a Mirza Dinnayi. 

## Premio Aurora 2020

### Comité de Selección
Los miembros del Comité de Selección del Premio Aurora 2020 son Shirin Ebadi y Leymah Gbowee, Mary Robinson, Hina Jilani, Ernesto Zedillo, Bernard Kouchner, Samantha Power, John Prendergast, Paul Polman, Vartan Gregorian. El Comité está presidido por  el director del Instituto de Innovación en Salud Global de la Escuela Imperial de Londres, Lord Ara Darzi. El mundialmente reconocido activista por la paz y los derechos humanos, Benjamin Ferencz (1920-2023) y el actor ganador del Premio Oscar y activista humanitario, George Clooney son los presidentes honorarios del Comité.

### Héroes y Heroínas
- Fartuun Adan e Ilwad Elman
- Angélique Namaika
- Sophie Beau y Klaus Vogel
- Sakena Yacoobi

### Las Galardonadas
El Premio Aurora 2020 fue entregado a Fartuun Adan e Ilwad Elman. 

## Premio Aurora 2021

### Comité de Selección[editar código · editar]
Los miembros del Comité de Selección del Premio Aurora 2020 son Shirin Ebadi y Leymah Gbowee, Mary Robinson, Hina Jilani, Ernesto Zedillo, Bernard Kouchner, Dele Olojede, John Prendergast, Paul Polman, Vartan Gregorian (1934-2021). El Comité está presidido por el director del Instituto de Innovación en Salud Global de la Escuela Imperial de Londres, Lord Ara Darzi. El mundialmente reconocido activista por la paz y los derechos humanos, Benjamin Ferencz (1920-2023) y el actor ganador del Premio Oscar y activista humanitario, George Clooney son los presidentes honorarios del Comité.

### Héroes y Heroínas
La Iniciativa Humanitaria Aurora ha anunciado los nombres de cinco Héroes y Heroínas Aurora 2021, elegidos por el Comité de Selección del Premio Aurora por su valentía, compromiso e impacto:
- Grégoire Ahongbonon
- Ruby Alba Castaño
- Paul Farmer
- Julienne Lusenge
- Ashwaq Moharram

### La Galardonada
La sexta edición del Premio Aurora Prize for Awakening Humanity fue otorgado hoy a Julienne Lusenge, defensora de derechos humanos, cofundadora de la organización Solidaridad de Mujeres para la Paz y el Desarrollo Inclusivo (Women's Solidarity for Inclusive Peace and Development - SOFEPADI) y del Fondo para las Mujeres Congoleñas (Fund for Congolee Women - FFC).

## Premio Aurora 2022

### Héroes y Heroínas
En el Día de Conmemoración del Genocidio Armenio, la Iniciativa Humanitaria Aurora anunció los nombres de los Héroes y Heroínas Aurora 2022.
- Jamila Afghani (Afganistán)
- Hadi Jumaan (Yemen)
- Mahienour El-Massry (Egipto)

### La Galardonada
El séptimo galardón del Premio Aurora Prize for Awakening Humanity fue otorgado a Jamila Afghani, educadora, defensora de los derechos humanos y fundadora de la Organización para el Desarrollo Educativo y de Capacidades Noor (Noor Educational and Capacity Development Organization - NECDO). Jamila ha dedicado más de 25 años de su vida a brindar acceso a la educación a las mujeres de Afganistán.

## Premio Aurora 2024
El Comité de Selección del Premio Aurora 2024 está conformado por la ganadora del Premio Nobel, Leymah Gbowee; la ex presidenta de Irlanda, Mary Robinson; la presidenta de Carnegie Corporation de Nueva York, Dame Louise Richardson; el expresidente de México, Ernesto Zedillo; el periodista y ganador del Premio Pulitzer, Dele Olojede, el ex CEO de Unilever y cofundador y copresidente de IMAGINE, Paul Polman, el fundador de Tent Partnership for Refugees, fundador y CEO de Chobani el Hamdi Ulukaya, y el activista de derechos humanos y cofundador de The Sentry, John Prendergast. El Comité está presidido por el codirector del Instituto de Innovación en Salud Global del Colegio Imperial de Londres, Lord Ara Darzi. El actor y activista humanitario, ganador del premio Oscar, George Clooney, es el copresidente honorario del Comité. 
La Iniciativa Humanitaria Aurora anunció a los tres Héroes y Heroínas Aurora que han sido preseleccionados para el Premio Aurora Prize for Awakening Humanity 2024. El anuncio se hizo durante la reunión anual de la Iniciativa Global Clinton (CGI) en la ciudad de Nueva York.
Los Héroes y Heroínas Aurora 2024 son:
- Abdulhadi Al-Khawaja (Bahréin/Dinamarca)

- Denis Mukwege (República Democrática del Congo)

- Nasrin Sotoudeh (Irán)

### El Galardonado
El Premio Aurora 2024 fue entregado al Dr. Denis Mukwege, un ginecólogo y defensor de los derechos de las mujeres de la República Democrática del Congo que ha dedicado su vida a ayudar a las sobrevivientes de la violencia sexualizada en su país devastado por la guerra y en todo el mundo. 

## Diálogos Aurora
Los Diálogos Aurora son una plataforma internacional para que los principales expertos de la comunidad humanitaria internacional, del sector empresarial, el campo filantrópico y de los medios de comunicación se reúnan para llevar adelante debates sobre algunos de los desafíos humanitarios más desafiantes de la actualidad. Conforme al espíritu del Aurora Prize for Awakening Humanity, los Diálogos Aurora dirigen la atención hacia las personas que trabajan para abordar las atrocidades que hoy suceden, de una manera real y sustancial, y, también, buscan identificar las ideas que proporcionen un cambio tangible. 

### Diálogos Aurora 2016
Los Diálogos Aurora 2016 se llevaron a cabo el 23 de abril en Matenadaran, el instituto de manuscritos antiguos, en Ereván. Los participantes, entre ellos los miembros del Comité de Selección, Hina Jilani, Shirin Ebadi y Gareth Evans, dieron sus puntos de vista sobre la crisis global de refugiados, el rol de las mujeres en la comunidad humanitaria y el rol de los medios de comunicación al atraer la atención del mundo hacia las crisis humanitarias.

### Diálogos Aurora 2017
Los Diálogos Aurora 2017 se llevaron a cabo el 27 y 28 de mayo en Armenia y a cabo el 4 y 5 de diciembre en Berlín, Alemania.
Los Diálogos Aurora 2017, una serie de debates de dos días de duración sobre las problemáticas humanitarias más apremiantes del mundo, se llevaron a cabo el 27 y 28 de mayo en Armenia. El programa abarcó las temáticas que van desde las profundas causas de la crisis de refugiados hasta sus graves efectos y se analizó, también, cómo las diferentes respuestas tales como la ayuda humanitaria, la educación y la integración social afectan a las personas que están en riesgo.
Los Diálogos Aurora “Millones en movimiento: la necesidad del desarrollo y la integración”, se llevaron a cabo el 4 y 5 de diciembre en Berlín, elegido debido a la importancia del tópico tanto en Alemania como en la Unión Europea. El evento, al que asistieron grandes figuras humanitarias y del campo de los derechos humanos como Mary Robinson, Leymah Gbowee y Norbert Lammert, buscaba catalizar los debates y proponer ideas sobre cómo Alemania y la Unión Europea podrían identificar las soluciones a los desafíos de la problemática de los refugiados y de la migración global.

### Diálogos Aurora 2018
Los Diálogos Aurora 2018 se celebraron en Nueva York (en mayo y en septiembre), en Moscú, en Ereván y en Berlín.

### Diálogos Aurora 2019
Los Diálogos Aurora 2019 se realizaron en Armenia, del 17 al 21 de octubre, durante la primera edición del Foro Aurora.

### Diálogos Aurora 2020
En 2020, debido al brote del COVID-19, los Diálogos Aurora se realizaron online y permitieron que personas de todo el mundo se unan al debate y puedan dejar su aporte.

### Diálogos Aurora 2021
Debido a las limitaciones impuestas por el brote global de COVID-19, algunos de los eventos de los Diálogos Aurora todavía se llevan a cabo online.

## Índice Humanitario Aurora
El Índice Humanitario Aurora es un sondeo especial que examina la percepción pública de las principales problemáticas humanitarias. Explora la actitud del público internacional respecto a la responsabilidad y la eficacia de la intervención humanitaria, así como las motivaciones que impulsan a las personas a intervenir en pos de los demás.
El sondeo se realiza de forma anual en varios países y sus resultados se presentan cada año, durante los Diálogos Aurora, una plataforma internacional para el debate entre los principales expertos en la comunidad humanitaria.

### Índice Humanitario Aurora 2016
Presentado durante los Diálogos Aurora, el estudio realizado especialmente para esta ocasión, midió la percepción pública sobre las principales problemáticas humanitarias, basada en 4.600 personas en seis países. Los resultados del estudio revelaron la brecha entre la percepción y la realidad sobre la crisis de refugiados, al analizar las opiniones de los encuestados sobre la necesidad y la responsabilidad de la intervención internacional. El sondeo fue realizado por Edelman Intelligence, entre marzo y abril de 2016.

### Índice Humanitario Aurora 2017
El Índice Humanitario Aurora 2017 reveló que el apoyo a la asistencia humanitaria está en un fuerte declive y existe una abrumadora falta de confianza en los líderes mundiales para hacerle frente a la crisis de refugiados. 
Los resultados del Índice, que encuestó a cerca de 6.500 personas en 12 países, se vieron agravados por el hecho de que solamente un 9% de las personas cree que sus acciones pueden marcar una diferencia en la solución de la crisis de refugiados. Por segundo año consecutivo, el terrorismo fue citado, con un 63%, como el primer problema humanitario, seguido por la creciente brecha entre ricos y pobres, la hambruna, el cambio climático y la migración forzada.

## Proyectos de Gratitud Aurora
Los Proyectos de Gratitud Aurora son iniciativas y becas educativas que ayudan a los niños, refugiados y otros ciudadanos en situación de vulnerabilidad alrededor del mundo.
En cooperación con la organización Near East Foundation, se entregan 100 becas académicas a jóvenes de Medio Oriente que están en riesgo, al verse afectados por los conflictos, el desplazamiento o la pobreza. El programa de becas ofrecerá a los beneficiarios un nivel educativo con reconocimiento internacional en la red de escuelas del United World College (UWC), entre las que se encuentra el colegio UWC Dilijan, ubicado en Armenia. 
Cuenta con una beca que lleva el nombre de Lamya Haji Bashar, que se entrega a estudiantes yazidíes y otra que lleva el nombre de Amal Clooney y es entregada a estudiantes mujeres de El Líbano, quienes demuestren un sólido interés en los derechos humanos. Además, en cooperación con Scholae Mundi Armenia, se entregarán becas a estudiantes de Siria, Irak, El Líbano, Jordania y Egipto para que estudien en la Universidad Americana de Armenia.

## 100 LIVES
100 LIVES es una iniciativa global que tiene sus raíces en el Genocidio Armenio y fue cofundada por el empresario e inversor en capitales de riego, Noubar Afeyan; el Presidente de Carnegie Corporation of New York, Vartan Gregorian y el empresario y filántropo, Rubén Vardanyan. El proyecto busca y publica historias sobre los sobrevivientes del Genocidio Armenio y de sus salvadores. Estas historias son recolectadas a través de investigaciones académicas, de relatos personales y de envíos por el propio público a través del sitio 100lives.com.